# Astrid Lindgren (skådespelare)
Astrid Constance Linnea Emelia Lindgren, född 25 september 1902 i Stockholm, död den 22 april 1965, var en svensk skådespelare, dansare och operettsångare.
Lindgren var verksam vid Les ballets Suédois 1920–1924. Hon filmdebuterade 1922 i John W. Brunius' Kärlekens ögon och kom att medverka i sammanlagt åtta filmer fram till och med 1965.

## Filmografi
- 1922 – Kärlekens ögon
- 1927 – Vad kvinnan vill
- 1940 – Blyge Anton
- 1942 – Sol över Klara
- 1956 – Sceningång
- 1956 – 7 vackra flickor
- 1957 – Enslingen Johannes
- 1965 – Morianerna

## Teater

### Roller (ej komplett)
| År   | Roll                                | Produktion                                                             | Regi                        | Teater                   |
| ---- | ----------------------------------- | ---------------------------------------------------------------------- | --------------------------- | ------------------------ |
| 1932 | Grace Hobart                        | Boxare James Gleason och Richard Taber                                 | Oscar Lund                  | Folkteatern              |
| 1933 | Hustrun                             | De tre musketörerna Rudolf Schantzer, Ernst Welisch och Ralph Benatzky | Nils Johannisson            | Oscarsteatern            |
| 1933 | Lore                                | Leendets land Franz Lehár                                              | Gösta Ekman                 | Oscarsteatern            |
| 1939 | Sura häxan                          | Gamla glada tider: en Emil-Norlander-visans revy Sandro Malmquist      | Sandro Malmquist            | Nya Teatern              |
| 1950 | Vixen                               | Tolvskillingsoperan Bertolt Brecht och Kurt Weill                      | Ingmar Bergman              | Intiman                  |
| 1953 | Miss Briggs                         | Dårskapens timme Anna Bonacci                                          | Per Gerhard                 | Vasateatern              |
| 1956 | Anne-Marie, barnjungfru hos Helmers | Ett dockhem Henrik Ibsen                                               | Helge Hagerman              | Riksteatern              |
| 1959 | Slugers hustru                      | Så tuktas en argbigga William Shakespeare                              | Johan Falck Edvin Adolphson | Helsingborgs stadsteater |
| 1961 |                                     | Fridas visor Birger Sjöberg                                            | Per Sjöstrand               | Skansens friluftsteater  |